# 剿匪大決戰
《剿匪大決戰》（英語：Public Hero No. 1）是一部1935年的美國犯罪電影，主演有賴尼爾·巴利摩、珍·亞瑟、切斯特·莫利斯和Joseph Calleia。由美高梅公司製作，J. Walter Ruben執導。

## 演員
- 賴尼爾·巴利摩 飾演 Dr. Josiah Glass[1]
- 珍·亞瑟 飾演 Maria Theresa O'Reilly[1]
- 切斯特·莫利斯（英语：Chester Morris） 飾演 Jeff Crane[1]
- Joseph Calleia（英语：Joseph Calleia） 飾演 Sonny Black[1]
- 保羅·凱利（英语：Paul Kelly (actor)） 飾演 Duff[1]
- 劉易斯·史東（英语：Lewis Stone） 飾演 Warden Alcott[1]
- Paul Hurst（英语：Paul Hurst (actor)） 飾演 Rufe Parker[1]
- George E. Stone（英语：George E. Stone） 飾演 Butch[1]

## 重拍版
《剿匪大決戰》在1941年被重拍為《The Get-Away》，主演是Robert Sterling、Dan Dailey和唐娜·里德。由愛德華·巴茲爾執導電影，原電影導演J. Walter Ruben監製。

## 外部連結
- 互联网电影数据库（IMDb）上《剿匪大決戰》的资料（英文）
- AllMovie上《剿匪大決戰》的资料（英文）
- TCM电影资料库上《剿匪大決戰》的资料（英文）